# Major (Saskatchewan)
Major es un pueblo canadiense situado en la provincia de Saskatchewan.

## Superficie
Major tiene una superficie de 2,6 km².

## Demografía
En 2021, tenía 35 habitantes, una densidad poblacional de 13,5 hab./km², y 24 viviendas.